# Jean Marais
Jean Marais, celým jménem Jean-Alfred Vilain-Marais (11. prosince 1913 Cherbourg, Francie – 8. listopadu 1998 Cannes, Francie) byl francouzský divadelní a filmový herec, sochař, malíř a spisovatel. Stal se světoznámým především svými rolemi v historických romantických filmech, v nichž ztvárnil většinou neohrožené a šlechetné milovníky (např. Ruy Blas, Hrbáč, Kapitán, Kapitán Fracasse, Hrabě Monte Cristo, Železná maska). Známá je též jeho dvojrole ve filmové komediální trilogii o Fantomasovi (Fantomas, Fantomas kontra Scotland Yard, Fantomas se zlobí). Byl rovněž dlouholetým členem Comédie-Française. V roce 1996 byl vyznamenán řádem Čestné legie. Malířství a sochařství se věnoval spíše jako svému koníčku. Je autorem jednoho baletu, knihy svých vzpomínek a knihy pohádek pro děti.

## Život

### Mládí a herecké začátky
Jean Marais se narodil 11. prosince 1913 v Cherbourgu, kde jeho otec Alfred Emmanuel Victor Paul Villain–Marais pracoval jako veterinář. Matka Aline Marie Louise Vassordová, které otec říkal Henriette, pocházela z Alsaska. Měl dva starší sourozence, Henriho (1909) a Madeleine (1911), která však zemřela krátce před Jeanovým narozením. Jean poznal svého otce až v pěti letech, když se vrátil z války. Matka se krátce na to rozhodla manžela opustit a usadila se i se svými dvěma syny v Paříži. Žila nekonvenčním životem, často se vzdalovala a děti svěřovala babičce nebo tetě. Jean svou matku velmi miloval a během nepřítomnosti jí psal láskyplné dopisy. Až později zjistil, že důvodem její nepřítomnosti byl pobyt ve vězení kvůli krádežím. Svého otce viděl Jean téměř po čtyřiceti letech, krátce před jeho smrtí. Matka mu tehdy přiznala, že jeho skutečným otcem je jeho kmotr Eugène Houdaille. Není však jisté, zda mluvila pravdu a hercův původ zůstal zahalen tajemstvím.
V dětství matka Jeana často vodila do kina, kde si oblíbil americké filmy a jejich hvězdy Pearl Whitovou, Mary Pickfordovou a Douglase Fairbankse. Jean byl jen průměrný student, měl problémy s kázní a vystřídal několik škol. V šestnácti letech začal pracovat ve fotografickém studiu a setkal se s portrétním fotografem Henri Manuelem, který ho doporučil do dramatického kurzu na Montmartru. V roce 1932 opustil dům na ulici Petits–Hotels, kde bydlel se svou matkou a nastoupil vojenskou službu.
V roce 1933 se Marais živil jako fotograf a výtvarník, ale byl rozhodnut stát se hercem. Začínal nepříliš úspěšně ve filmu, mihl se v několika snímcích Marcela L’Herbiera. Chtěl zkusit štěstí u divadla. Přihlásil se jako statista v divadle Atélier Charlese Dullina, který také pořádal herecké kurzy a začal brát hodiny herectví .
Rozhodující vliv na jeho kariéru mělo setkání s Jeanem Cocteauem v prosinci 1937 při konkurzu do nového divadelního souboru pro hru Král Oidipus. Vznikl mezi nimi milostný vztah, který byl prospěšný pro oba muže. Cocteau se staral o Maraisovo literární a umělecké vzdělání, podporoval jeho herecký rozvoj. Marais pomáhal básníkovi zvládat závislost na opiu. Vzájemně se inspirovali v umělecké tvorbě. Zpočátku hrál Marais němé role ve sboru, v nichž upoutával svým fyzickým zjevem. V roce 1938 mu Cocteau napsal na míru roli ve hře Les Parents terribles (Hrozní rodiče) o vztahu matky a syna, která ho proslavila. V roce 1948 podle ní Cocteau natočil film, ve kterém hlavní úlohy ztvárnili Jean Marais a Yvonne de Bray. V roce 1977 Marais inscenoval tuto hru v divadle Antoine v Paříži. Ve věku 64 let v ní vystoupil v roli otce.
V létě 1939 byl Jean Marais mobilizován a v bitvě o Francii nasazen na Sommě jako letecký pozorovatel až do kapitulace v červnu 1940.

### Profesionální kariéra

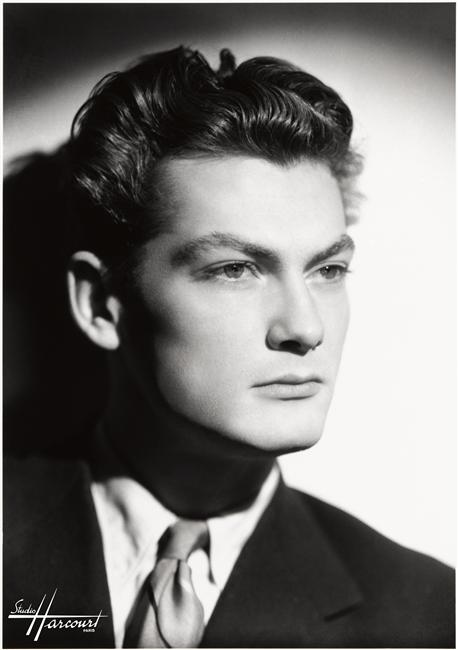
Jean Marais, studiové foto, 1942

Od roku 1941 působil Jean Marais v různých pařížských divadlech, kde se uplatnil jako herec, režisér i výtvarník. Jeho prvním samostatným počinem bylo uvedení Racinovy hry Britannicus v divadle Bouffes–Parisiens. Během válečných let měl však často problémy s fašisty a cenzurou, která jeho inscenace po několika reprízách zakazovala, například Psací stroj nebo Renaud a Armide Jeana Cocteaua či Andromaché Jeana Racina. Tyto zákazy přispívaly ke zvyšování popularity Jeana Maraise u pařížského obecenstva, stával se symbolem odporu proti okupantům a kolaborantské vládě.
Začal se prosazovat i ve filmu. Poprvé se objevil ve větší roli ve filmu Hořící pavilon (1941), o rok později následoval film Postel s nebesy. Při jeho natáčení navázal vztah s herečkou Milou Parely a chtěl se s ní oženit. Opravdový triumf přišel s filmem Věčný návrat (1943) v režii Jeana Cocteaua, který zpracoval milostný příběh Tristana a Isoldy. Jean Marais v hlavní roli se stal skutečnou filmovou hvězdou a romantickým idolem.
V srpnu 1944 vstoupil do francouzské armády a jako šofér obrněného vozidla v divizi generála Leclerca osvědčil svou statečnost v bojích v Alsasku. Po válce byl vyznamenán Válečným křížem, ale nikdy jej nenosil a svou účast ve válce hodnotil velmi skromně.
Prvním filmem, v němž po válce vytvořil hlavní roli, byl pohádkový příběh Kráska a zvíře. S přispěním Jeana Cocteaua, který napsal scénář a podílel se i na režii se Jean Marais zařadil mezi legendy světové kinematografie. Následovala řada dalších úspěšných snímků, například Ruy Blas (1948), Hrozní rodiče (1948), Očima vzpomínek (1948).

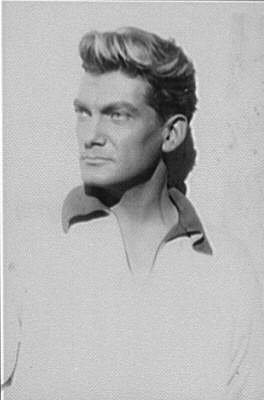
Marais v roce 1949, foto Carl van Vechten

V roce 1948 se Marais odstěhoval z bytu Jeana Cocteaua a jejich vztah se postupně měnil na přátelství, které trvalo do básníkovy smrti v roce 1963. V roce 1950 vytvořil hlavní roli v jednom z nejslavnějších Cocteauových filmů Orfeus a tím na dlouhou dobu skončila jejich úzká umělecká spolupráce. Film získal cenu kritiků na filmovém festivalu v Benátkách. Posledním společným filmem byla surrealisticky pojatá Orfeova závěť (1960). Cocteau zde hraje v hlavní úloze básníka sám sebe a Marais, na rozdíl od předchozího filmu z roku 1950, vystupuje jako Oidipus.
Jean Marais se v roce 1950 setkal s americkým tanečníkem Georgem Reichem, který se stal na devět let jeho partnerem. Bydleli spolu na hausbótu v pařížském předměstí Neuilly–sur–Seine. Později si postavil si dům v Marnes–la–Coquette na západním předměstí Paříže, kde měl i dílnu pro svou výtvarnou tvorbu.
Kromě filmování se chtěl věnovat divadlu. V roce 1951 nastoupil do Comédie–Française jako herec, režisér a výtvarník dekorací. Jeho režijním debutem na této scéně byla Racinova tragédie Britannicus, v níž vytvořil roli Nera. Jeho přítomnost na scéně a pojetí divadelní práce však vyvolávaly negativní ohlas obecenstva. Maraisův pokrokový přístup k tradičním scénářům neustále vyvolával skandály v divadelním světě. V roce 1953 odmítl hrát roli Romea a z divadla odešel. Následující dva roky působil jako umělecký ředitel v divadle Bouffes-Parisiens, kde uvedl Cocteauovu hru Pekelný stroj a Pygmalion G. B. Shawa. V obou vystoupil v hlavní rolích po boku Jeanne Moreau. V roce 1958 ho Visconti obsadil spolu s Annie Girardotovou do své inscenace Gibsonovy hry Dva na houpačce, ve které se Marais projevil jako vyzrálý herec. Počátkem sedmdesátých let spolupracoval s divadlem des Célestins v Lyonu, kde hrál Cyrana z Bergeracu, Tartuffa i Jeana Valjeana.

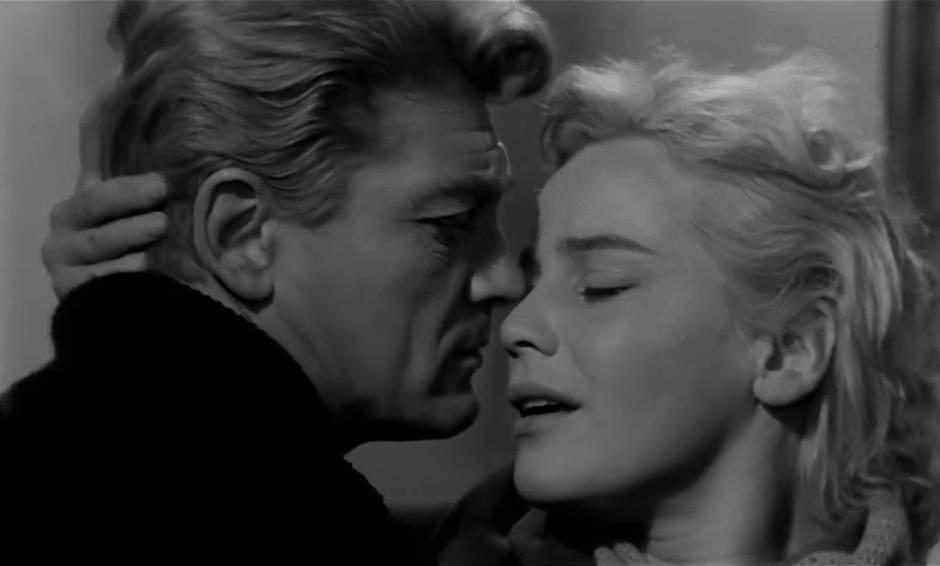
Jean Marais a Maria Schell ve snímku Natálie (v italském originále Le Notti bianche), 1957

V padesátých a na počátku šedesátých let dosáhl Jean Marais ve filmu největšího úspěchu, byl populární na celém světě. Hrál po boku slavných francouzských hereček Alidy Valli, Dany Robin, Jeanne Moreau, Danièle Delorme, Danielle Darrieux a mladých Brigitte Bardotové nebo Mariny Vladyové. Hlavní role mu svěřovali renomovaní režiséři, například Marc Allégret, Sacha Guitry, Jean Renoir nebo Lucchino Visconti. Mezi nejúspěšnější filmy tohoto období patří Hrabě Monte Christo (1954), Natálie (Le notti bianche, 1957). Velkou popularitu mu přinesly historické kostýmované filmy, v nichž vytvořil typ romantického hrdiny ovládajícího šerm a jízdu na koni: Dej si pozor, La Toure! (1958), Hrbáč (1959), Kněžna de Clèves (1961), Kapitán Fracasse (1961), Železná maska (1962). Ve filmech Marais udivoval vlastními kaskadérskými výstupy, odmítal se dát zastupovat při nebezpečných scénách, které zvládal s bravurou. Do současnosti se vrátil v sérii dobrodružných a špionážních komedií o agentu Stanislavovi či záhadném Fantomasovi, natočených v letech 1963–1967. Jeho poslední velkou filmovou rolí byl král v pohádce Oslí kůže (1970), ve které jeho dceru hrála Catherine Deneuve. Po roce 1970 několikrát účinkoval v televizních filmech a seriálech, např. Joseph Balsamo (1973).

### Život v Provence

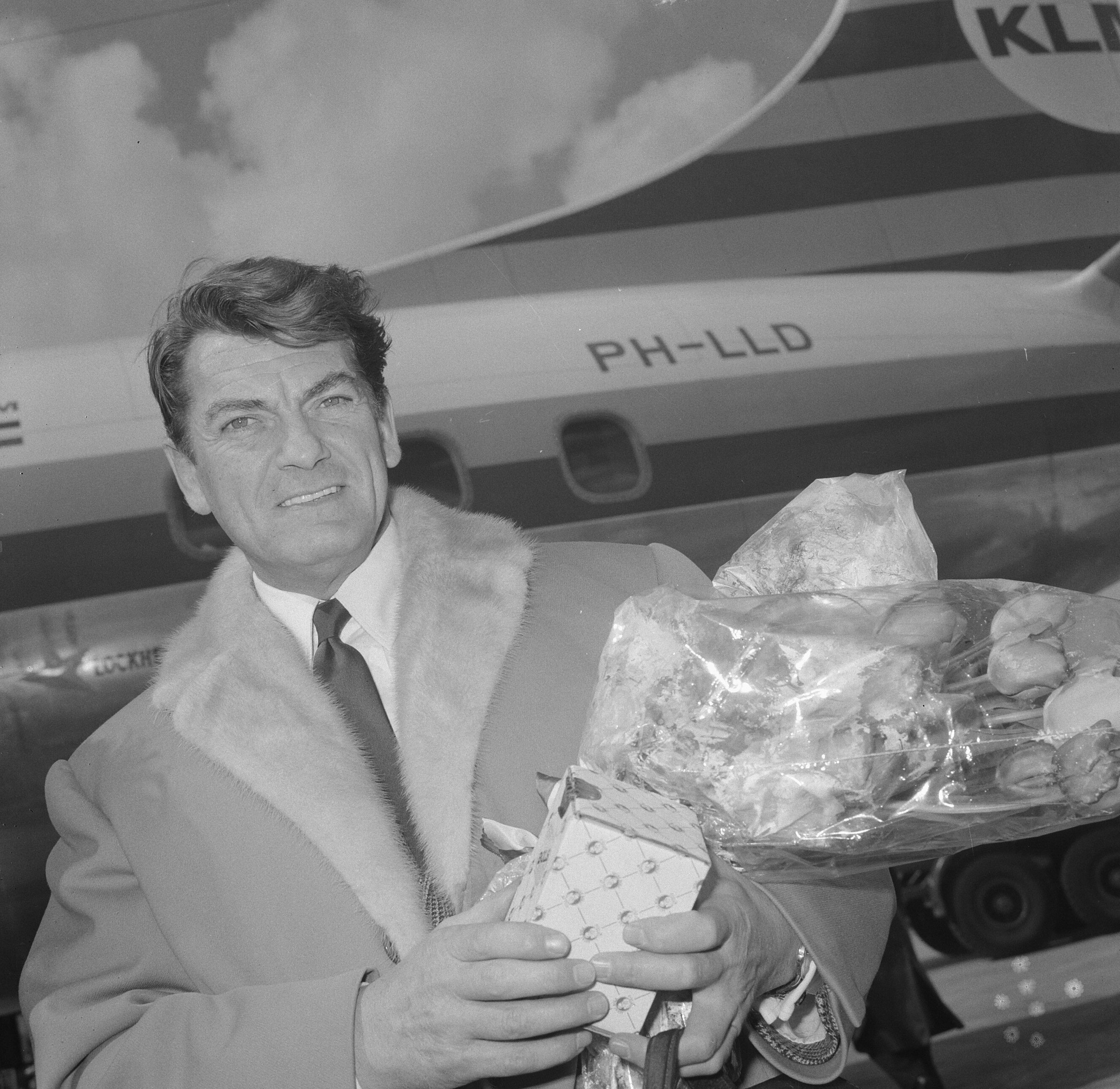
Jean Marais na letišti Schiphol, 1965

Po zklamání z několika nevydařených filmových projektů prodal svůj dům v Marnes–la–Coquette a usadil se na jihu Francie v Provence. Nejprve v Cabris a později ve Vallauris, kde se kromě malířství začal věnovat sochařství a keramice. Otevřel si tam obchod a uměleckou galerii, která měla od roku 1976 pobočku i v Paříži. Počátkem šedesátých let adoptoval mladého muže jménem Serge Ayala (1944–2012). Marais znal jeho matku a chlapce si oblíbil. Serge byl zpočátku šťastný, dal se na uměleckou dráhu, chtěl se prosadit jako zpěvák a hrál v několika filmech. Později, když se Marais odstěhoval na jih Francie, došlo k jejich odcizení. Marais se tam přátelil s manželi Pasqualiovými, kterým odkázal své jmění. Serge se snažil získat svá synovská práva soudní cestou, ale neúspěšně. V únoru 2012 spáchal sebevraždu.
V osmdesátých a devadesátých letech Marais pokračoval ve své divadelní kariéře. V roce 1983 sám vystoupil v představení Cocteau–Marais na památku slavného básníka. V Paříži se hrálo padesát repríz v divadle Atélier a dalších sedm let s ním Jean Marais s úspěchem účinkoval v dalších městech Francie i v cizině. Hrál hlavní role dramatech Cid, Král Lear, Hernani, Dům u jezera atd. Napsal několik knih, pohádek, básní a memoáry pod titulem Příběhy mého života. Přijal menší role v pěti filmech, naposledy ve filmu Svůdná krása (1996) režiséra Bernarda Bertolucciho.

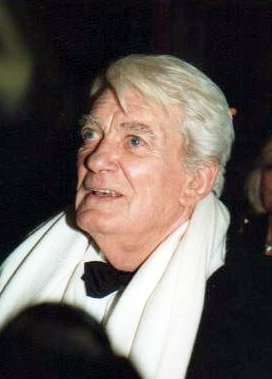
Jean Marais na slavnostním ceremoniálu k udělení filmové ceny César v roce 1993

V roce 1993 získal čestného Césara za celoživotní práci ve filmu. Naposledy stál na jevišti na jaře roku 1997 v roli pastýře Balthazara v Daudetově Arlésance po boku Bernadette Lafontové v divadle Folies Bergère.
Jean Marais trpěl od roku 1982 rakovinou, ale stále pracoval. V říjnu 1997 se v Paříži zhroutil během zkoušky v divadle. Nechal se převézt domů do Vallauris. Zemřel 8. listopadu 1998 v nemocnici Cannes za přítomnosti svých přátel Pasqualiových. Podle svého přání je pohřben na malém hřbitově ve Vallauris. Byl komandérem Řádu Čestné legie (1964, 1986, 1995).
Za svůj život vytvořil téměř 40 velkých divadelních rolí, 11 her bylo spojeno se jménem Jeana Cocteaua. Marais vždy hovořil o tom, že se cítí být více divadelním, než filmovým hercem. Hrál v 78 filmech, odmítl natáčení v Hollywoodu, protože uzavření smlouvy by znamenalo přerušení divadelní práce na sedm let.

## Jean Marais a Jean Cocteau
V roce 1937 se Jean Marais setkal s básníkem a režisérem Jeanem Cocteauem při zkoušce jeho přepisu hry Král Oidipus. Toto setkání znamenalo také posun v jeho herecké kariéře. Později si Marais vzpomínal: “Narodil jsem se dvakrát, 11. prosince 1913 a v onom roce 1937, kdy jsem se setkal s Jeanem Cocteau.” Filmař a dramaturg Cocteau se zamiloval do mladého herce, který se stal jeho milencem, ale on byl pro něj mentorem, zabývaje se jeho literárním a uměleckým vzděláváním, aniž by se kdy posmíval jeho nekulturnosti. Na oplátku Marais nikdy nepřestal pomáhat Cocteauovi bojovat proti jeho závislosti na opiu. Marais odmítl vstoupit do ďábelského kruhu drogy, přičemž se projevil jeden z rysů jeho charakteru, totiž úplná nezávislost na všech lidech a na všech vlivech, jak napsala Carole Weisweller, autorka hercova životopisu.
Vztah s Jeanem Cocteauem udržoval Marais téměř třicet let, i když později už měli každý jiné partnery. Marais byl považován za Cocteauovu „múzu“. Fyzická přitažlivost se proměnila v duchovní spojení, hlubokou lásku a úctu. Vzájemná láska jim vydržela celý život a o její síle svědčí dopisy, které Cocteau psal Maraisovi až do své smrti.
Marais hrál v jedenácti hrách, které Cocteau napsal nebo se na nich podílel (například Král Oidipus, Strašní rodiče, Rytíři kulatého stolu). Hrál ve všech pěti celovečerních filmech, které Cocteau buď režíroval (Kráska a zvíře, Dvojhlavý orel, Strašní rodiče, Orfeus, Orfeova závěť) nebo k nim napsal scénář (Věčný návrat, Kněžna de Clèves). Jean Marais vzdal svému partnerovi hold v představení Marais–Cocteau, které bylo uvedeno u příležitosti dvacátého výročí básníkova úmrtí v roce 1983.

## Filmografie – výběr
- Věčný návrat (1943)
- Kráska a zvíře (1946)
- Ruy Blas (1948)
- Očima vzpomínek (1948)
- Orfeus (1950)
- Zázraky se dějí jen jednou (1951)
- Kožená maska (1951)
- Volání osudu (1953)
- Ložnice dospívajících dívek (1953)
- Hrabě Monte Cristo (1954)
- Napoléon (1955)
- Futures Vedettes (1955)
- Elena a muži (1956)
- Smršť (1957)
- Natálie (1957)
- Hrbáč (1959)
- Kapitán (1960)
- Napoleon – bitva u Slavkova (1960)
- Ve službách krále (1961)
- Kněžna de Cléves (1961)
- Kapitán Fracasse (1961)
- Železná maska (1962)
- Tajnosti Paříže (1962)
- Pilát Pontský (1962)
- Ctihodný Stanislav (1963)
- Fantomas (1964)
- Fantomas se zlobí (1965)
- Fantomas kontra Scotland Yard (1966)
- Oslí kůže (1970)
- Bídníci 20. století (1995)
- Svůdná krása (1996)

## Divadelní role – výběr
- Jean Cocteau: Král Oidipus (1937 Paříž v roli chóru, 1958 a 1969 Paříž jako Oidipus, 1962 Lyon)
- Jean Cocteau: Hrozní rodiče (role Michela 1938–1939, 1946 Paříž, role otce 1977 Paříž)
- Jean Racine: Britannicus (role Nerona, režie a výprava 1941, 1951–1952 Paříž)
- William Gibson: Dva na houpačce (role Jerryho Ryana, 1958 Paříž)
- Edmond Rostand: Cyrano z Bergeracu (role Cyrana, 1970 Paříž, 1971 turné po Francii)
- Molière: Tartuffe (role Tartuffa, 1972 Lyon)
- Victor Hugo: Ubožáci (role Jeana Valjeana, 1975 Lyon, 1975–1976 turné po Francii)
- William Shakespeare: Král Lear ( role Leara, 1978–1979 festival ve Vaison–la–Romaine, turné po Francii, Paříž)
- Pierre Corneille: Cid (role dona Diega, 1985 Paříž)
- Jean Marais: Cocteau–Marais (1983, Paříž)
- Ernest Thompson: Dům u jezera (role Edwarda Murphyho, 1986, Paříž)
- Alphonse Daudet: Arlézanka (role pastýře Baltazara, 1997 Paříž)[24]